# Tadley
Tadley – miasto w Anglii, w hrabstwie Hampshire, w dystrykcie Basingstoke and Deane. Leży 37 km na północny wschód od miasta Winchester i 73 km na zachód od Londynu. W 2001 miasto liczyło 11 651 mieszkańców.